# Gouvernement Hedtoft I
 (août 2023).
Si vous disposez d'ouvrages ou d'articles de référence ou si vous connaissez des sites web de qualité traitant du thème abordé ici, merci de compléter l'article en donnant les références utiles à sa vérifiabilité et en les liant à la section « Notes et références ».
Royaume de Danemark
Kristensen Hedtoft II
Le gouvernement Hans Hedtoft I (en danois : Regeringen Hans Hedtoft I) est le gouvernement du royaume de Danemark entre le 13 novembre 1947 et le 16 septembre 1950, durant la 43e législature du Folketing.
Il est dirigé par le social-démocrate Hans Hedtoft et constitue un gouvernement minoritaire de la seule Social-démocratie (SD). Formé après les législatives du 28 octobre 1947, il succède au cabinet libéral minoritaire de Knud Kristensen et cède le pouvoir après le scrutin anticipé du 5 septembre 1950 à l'exécutif minoritaire Hedtoft II.

## Historique
Dirigé par le nouveau Premier ministre social-démocrate Hans Hedtoft, ancien ministre des Affaires sociales, ce gouvernement minoritaire est constitué par la Social-démocratie (SD), qui dispose seul de 57 députés sur 150, soit 38 % des sièges du Folketing. Il bénéficie du soutien sans participation du Parti social-libéral danois (RV), qui compte 10 parlementaires.
Il est formé à la suite des élections législatives anticipées du 28 octobre 1947.
Il succède donc au gouvernement du libéral Knud Kristensen, formé du seul Parti libéral (V) et bénéficiant de l'appui externe du Parti populaire conservateur (KF) et du RV.

### Formation
Lors du scrutin, la majorité soutenant Kristensen conserve de justesse sa majorité absolue, mais les désaccords entre le Parti libéral et le Parti social-libéral sur la politique étrangère empêchent le maintien de Kristensen. Hans Hedtoft met alors sur pied un exécutif minoritaire social-démocrate bénéficiant de l'appui des sociaux-libéraux.

### Succession
Au cours des élections législatives anticipées du 5 septembre 1950, les sociaux-démocrates confortent leur première place en gagnant deux nouveaux députés. Conservant l'appui du RV, Hans Hedtoft constitue pour quelques semaines seulement son deuxième gouvernement.

## Composition
| Fonction                                             | Titulaire | Titulaire                                                                                               | Parti |
| ---------------------------------------------------- | --------- | --- | ----- |
| Premier ministre                                     |           | Hans Hedtoft                                                                                            | SD    |
| Ministre des Affaires étrangères                     |           | Gustav Rasmussen                                                                                        | Sans  |
| Ministre des Finances                                |           | Hans Christian Hansen                                                                                   | SD    |
| Ministre de la Défense                               |           | Rasmus Hansen                                                                                           | SD    |
| Ministre des Affaires ecclésiastiques                |           | Frede Nielsen                                                                                           | SD    |
| Ministre de l'Éducation                              |           | Hartvig Frisch (mort le 01/02/1950) Julius Bomholt (à partir du 22/02/1950)                             | SD    |
| Ministre de la Justice                               |           | Niels Busch-Jensen (jusqu'au 25/02/1950) Vilhelm Buhl a.i. (jusqu'au 04/03/1950) Karl Kristian Steincke | SD    |
| Ministre de l'Intérieur                              |           | Alsing Andersen (jusqu'au 23/11/1947) Jens Smørum                                                       | SD    |
| Ministre des Travaux publics                         |           | Carl Petersen                                                                                           | SD    |
| Ministre de l'Agriculture                            |           | Kristen Bording                                                                                         | SD    |
| Ministre de la Pêche                                 |           | Christian Christiansen                                                                                  | SD    |
| Ministre du Commerce, de l'Industrie et de la Marine |           | Jens Otto Krag                                                                                          | SD    |
| Ministre des Affaires sociales                       |           | Johan Strøm                                                                                             | SD    |
| Ministre du Travail                                  |           | Marius Sørensen (jusqu'au 23/11/1949)                                                                   | SD    |
| Ministre du Logement (dissous le 23/11/1949)         |           | Johannes Kjærbøl (à partir du 23/11/1947)                                                               | SD    |
| Ministre sans portefeuille                           |           | Vilhelm Buhl                                                                                            | SD    |
| Ministre sans portefeuille                           |           | Fanny Jensen                                                                                            | SD    |